# Rüdiger Kauf
Rüdiger Kauf (Esslingen am Neckar, 1º marzo 1975) è un ex calciatore tedesco, di ruolo centrocampista.